# ESPN.com
ESPN.com es el sitio web oficial del canal de televisión estadounidense ESPN. Es propiedad de ESPN Internet Ventures, una división de ESPN Inc.

## Historia
Desde su lanzamiento en abril de 1995 como ESPNet.SportsZone.com, el sitio web ha creado varias secciones que incluyen: Page 2, SportsNation, ESPN3, ESPN Motion, My ESPN, ESPN Sports Travel, ESPN Video Games, ESPN Insider, ESPN.com's Fanboard, ESPN Fantasy Sports, ESPNU.com y ESPN Search. ESPN.com también tiene asociaciones con MLB.com, NBA.com, NFL.com, WNBA.com, MLSsoccer.com NHL.com, Baseball America, Golf Digest, Scouts Inc., Jayski.com, USGA.org, Sherdog.com y Masters.org.
También tiene secciones dedicadas a otros deportes y ligas que incluyen: la National Hockey League (NHL), la National Football League (NFA), las Grandes Ligas de Béisbol (MLB), la National Basketball Association (NBA), NASCAR, la IndyCar Series, la NCAA, el golf, fútbol, deportes femeninos (ESPNW), cricket y eSports. Cada sección contiene páginas dedicadas a: puntuaciones, equipos, horarios, posiciones, jugadores, transacciones, noticias, lesiones y páginas de columnistas.
El sitio web fue parte del portal MSN de 2001 a 2004. ESPN lanzó un sitio web en español en 2000, ESPNDeportes.com. Se ha reportado que el contenido de algunos artículos de ESPN.com ha sido plagiado, señalando a un periodista por "servirse demasiado de Wikipedia".

## ESPNW
La misión de ESPNW es "informar e inspirar a atletas y fanáticas". El sitio web cubre una amplia gama de temas relacionados con las mujeres en los deportes, incluido el fútbol femenino, las artes marciales, el baloncesto, el tenis, la alimentación y nutrición para los atletas, los ensayos personales y la música. La cobertura de los deportes masculinos también se incluye en el sitio web. Desde sus inicios, ESPNW ha incluido una amplia cobertura sobre fútbol femenino. La Copa Mundial Femenina 2011 fue solo la sexta Copa Mundial Femenina y la participación de Estados Unidos ayudó a crear conciencia nacional sobre la participación de las mujeres en el fútbol, como Mia Hamm. ESPNW contrató a atletas femeninas de gran prestigio para comentar sobre su red recién formada. Hamm ayudó a popularizar el sitio web cuando trabajó como comentarista durante la Copa del Mundo 2011 para ESPNW, así como para ESPN, ESPN2 y ESPN3.